# Mstislaw Leopoldowitsch Rostropowitsch

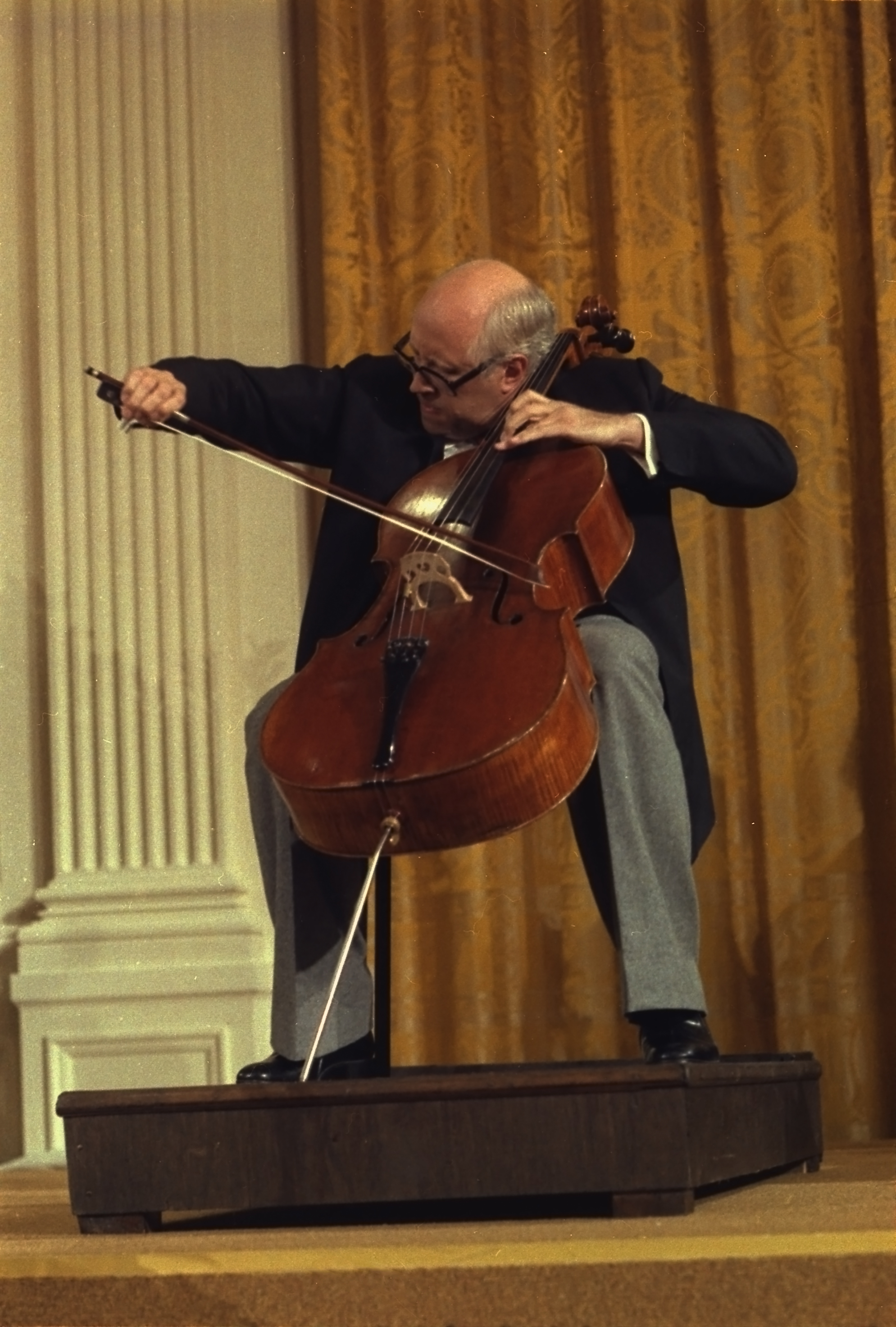
Mstislaw Rostropowitsch als Cellist, 1978

Mstislaw Leopoldowitsch Rostropowitsch (russisch Мстислав Леопольдович Ростропович, wiss. Transliteration Mstislav Leopol'dovič Rostropovič; * 27. März 1927 in Baku; † 27. April 2007 in Moskau) war ein russischer Cellist, Dirigent, Pianist, Komponist und Humanist. Er gilt als einer der bedeutendsten Cellisten der Geschichte.

## Leben

### Herkunft, Ausbildung, Familie

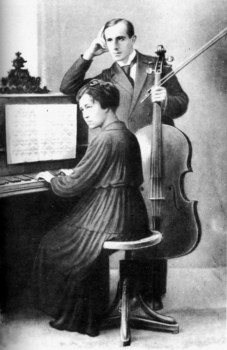
Die Eltern Leopold Witoldowitsch Rostropowitsch und Sofja Nikolajewna Fedotowa um 1920/21

Rostropowitschs Eltern waren der Cellist und Pau-Casals-Schüler Leopold Witoldowitsch Rostropowitsch (1892–1942) und die Pianistin Sofja Nikolajewna Fedotowa, die einer bekannten Musikerfamilie Orenburgs entstammte. Kurz nach ihrer Hochzeit 1922 zogen sie von dort nach Baku, wo fünf Jahre später ihr Sohn Mstislaw, genannt Slawa, zur Welt kam.
Mit vier Jahren spielte der Junge Klavier, mit acht Jahren begann er, Cello zu lernen. Der Vater bestand darauf, dass er zunächst dieses Streichinstrument erlernte, obwohl es Mstislaws Kindheitstraum war, Dirigent zu werden. Vor seinem Studium besuchte er die Gnessin-Musikschule in Moskau. Als sein Vater 1942 starb, erfüllte sich Rostropowitsch seinen Traum: Mit 16 Jahren ging er 1943 ans Moskauer Konservatorium, wo er neben Klavier und Violoncello auch Dirigieren und Komposition als Fächer belegte. Zu seinen Lehrern zählten Schostakowitsch und Prokofjew. Im Jahr 1948 beendete er dort sein Studium.
Im Jahr 1955 heiratete Rostropowitsch die Sopranistin Galina Wischnewskaja. Er begleitete sie als Pianist auf Liederabenden und nahm eine CD mit russischen Liedern mit ihr auf. Das Ehepaar hatte zwei Töchter.

### Musiker und Menschenrechtler

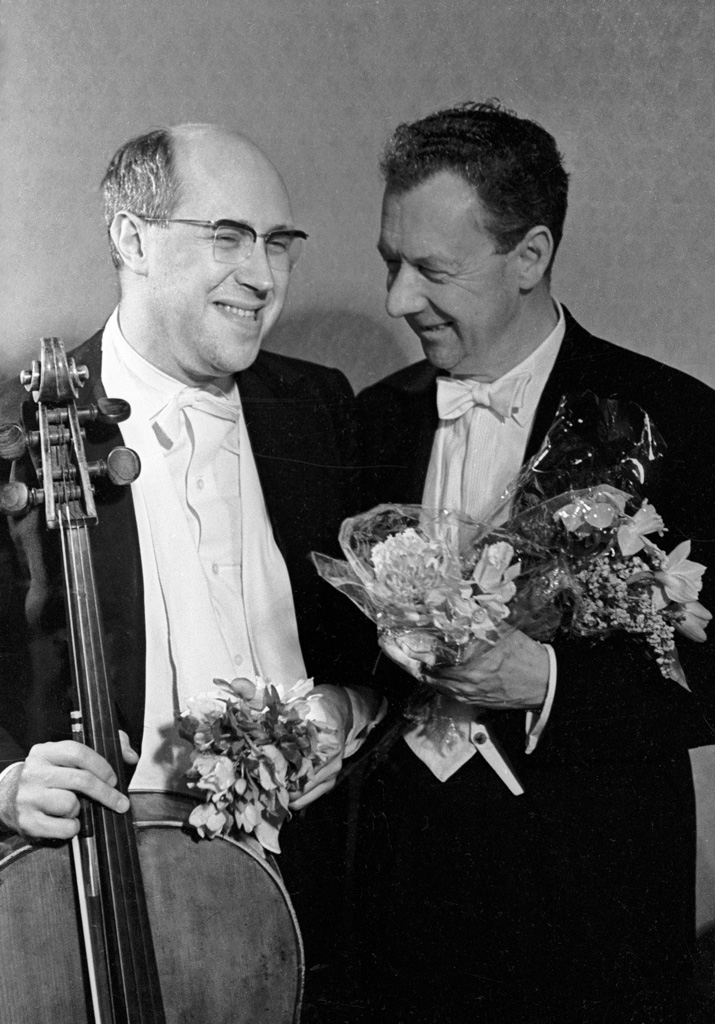
Rostropowitsch mit Benjamin Britten 1964

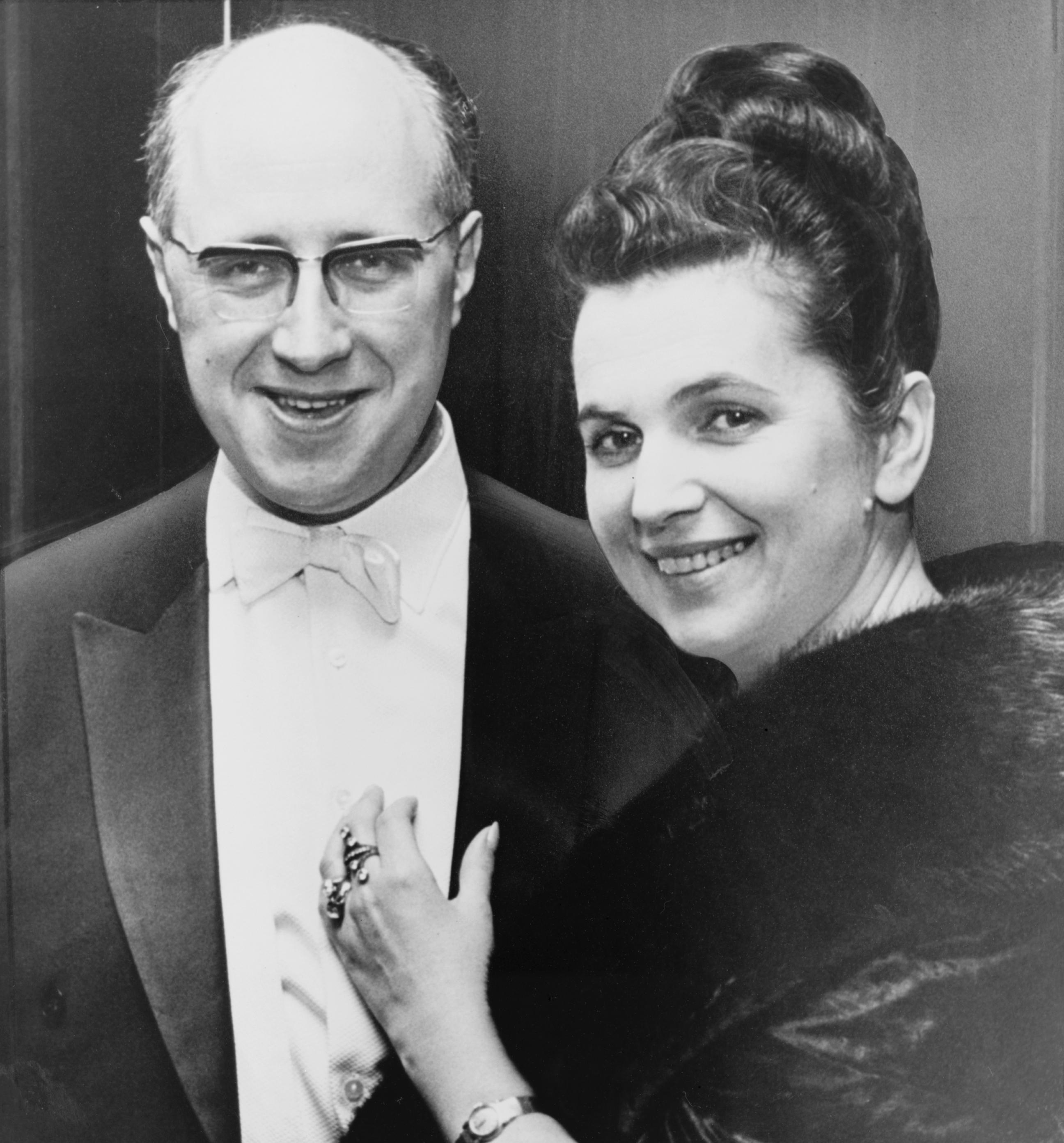
Rostropowitsch und seine Frau Galina Wischnewskaja, 1965

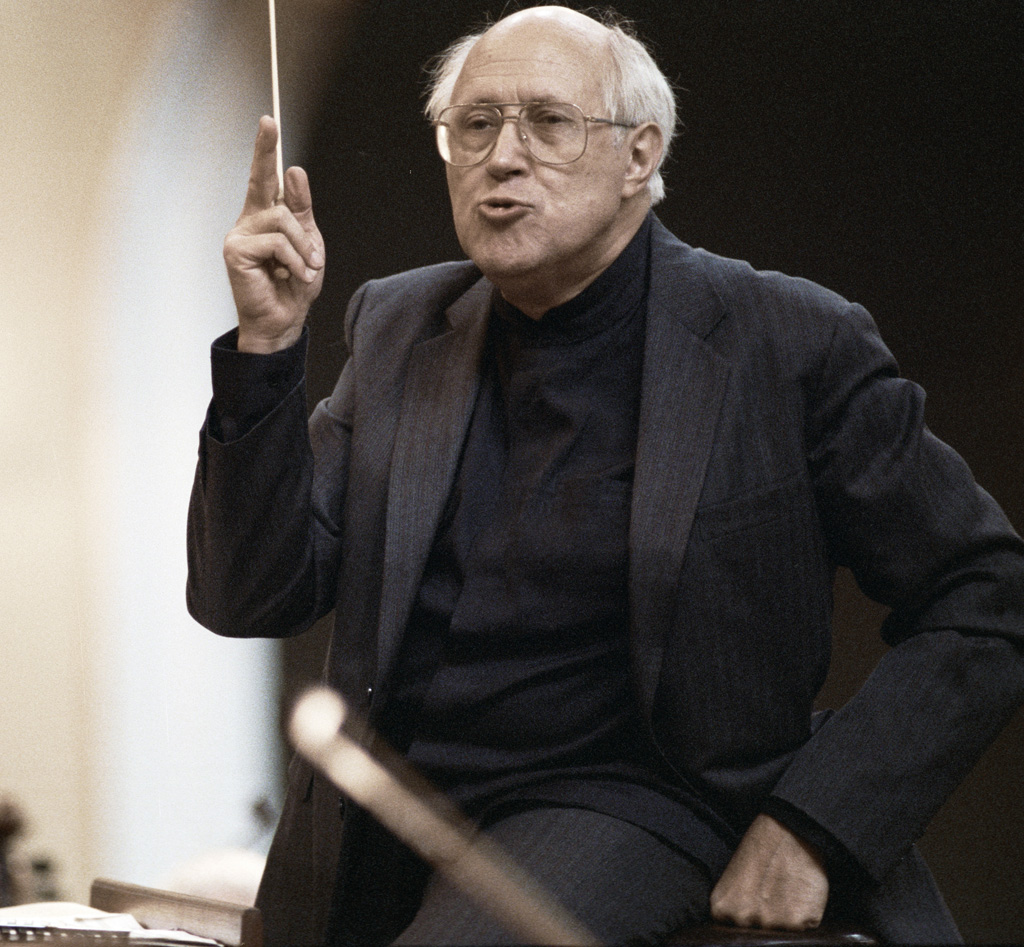
Mstislaw Rostropowitsch als Dirigent, 1993

Rostropowitsch wurde zunächst als Cellist bekannt. Seine internationale Karriere und sein Weltruhm begannen 1964 mit einem Konzert in Deutschland. Ab 1970 trat er auch als Dirigent auf. Neben seinem musikalischen Interesse war er immer auch politisch sehr engagiert und nutzte seine Prominenz, um sich für Dissidenten einzusetzen. So nahm er den Literaturnobelpreisträger Alexander Solschenizyn, der beim sowjetischen Regime in Ungnade gefallen war, in sein Haus auf und verteidigte dies in einem offenen Brief an die Zeitungen Iswestija, Prawda und Literaturnaja gaseta. Daher durfte er ab 1971 nicht mehr ausreisen und erhielt fast nur noch Engagements in der Provinz. Nach schweren Konflikten mit der Regierung verließen er und seine Familie 1974 die Sowjetunion, die ihnen zwei Jahre später die Staatsbürgerschaft entzog. 1977 wurde Rostropowitsch Chefdirigent des National Symphony Orchestra in Washington, D.C. und blieb dies bis 1994. Er gab aber auch weiterhin zahlreiche Konzerte als Cellist. Nach seiner Zeit in Washington wurde Paris sein offizieller Wohnsitz.
Rostropowitsch setzte sich, nicht nur in seinem eigenen Land, für Demokratie und Menschenrechte ein. Er gab zahlreiche Konzerte, um Dissidenten und Bürgerrechtler aus Osteuropa zu unterstützen. Einen Tag nach dem Fall der Mauer reiste er nach Berlin und spielte am 11. November 1989 am Checkpoint Charlie Cello für die wiedervereinigten Berliner. Im Jahr darauf rehabilitierte Michail Gorbatschow, der damalige Präsident der Sowjetunion, ihn und seine Frau und bot ihnen an, erneut Sowjetbürger zu werden. Dazu äußerte sich Rostropowitsch später: „Als mir Gorbatschow 1990 das Angebot machte, einen sowjetischen Pass zu beantragen, schrieben Galina und ich einen Dankesbrief und lehnten ab.“ Die letzten dreißig Jahre ihres Lebens besaßen beide gar keine Staatsangehörigkeit. Während des Putschversuchs in Moskau im August 1991 reiste Rostropowitsch spontan in die Hauptstadt, um die Demokratie zu verteidigen.

### Bedeutung als Musiker
Rostropowitsch gilt als einer der bedeutendsten Cellisten der Geschichte. Besonders nachdrücklich setzte er sich für die Musik zeitgenössischer Komponisten ein. Er war an den Uraufführungen zahlreicher Werke beteiligt – als Cellist an mehr als 100, als Dirigent an etwa 65. Zu den Komponisten, die für ihn Stücke komponierten, zählen Nikolai Mjaskowski, Sergei Prokofjew, Aram Chatschaturjan, Dmitri Kabalewski, Dmitri Schostakowitsch, Witold Lutosławski, Benjamin Britten, Henri Dutilleux, Arno Babadschanjan, Leonard Bernstein, Pierre Boulez, Alfred Schnittke, Norbert Moret sowie Sofia Gubaidulina. Sein Instrument war das Stradivari-Cello „Duport“ aus dem Jahr 1711. Zu seinen bekanntesten Schülern zählen unter anderem Mischa Maisky, David Geringas, Chang Han-na und Natalia Gutman. 

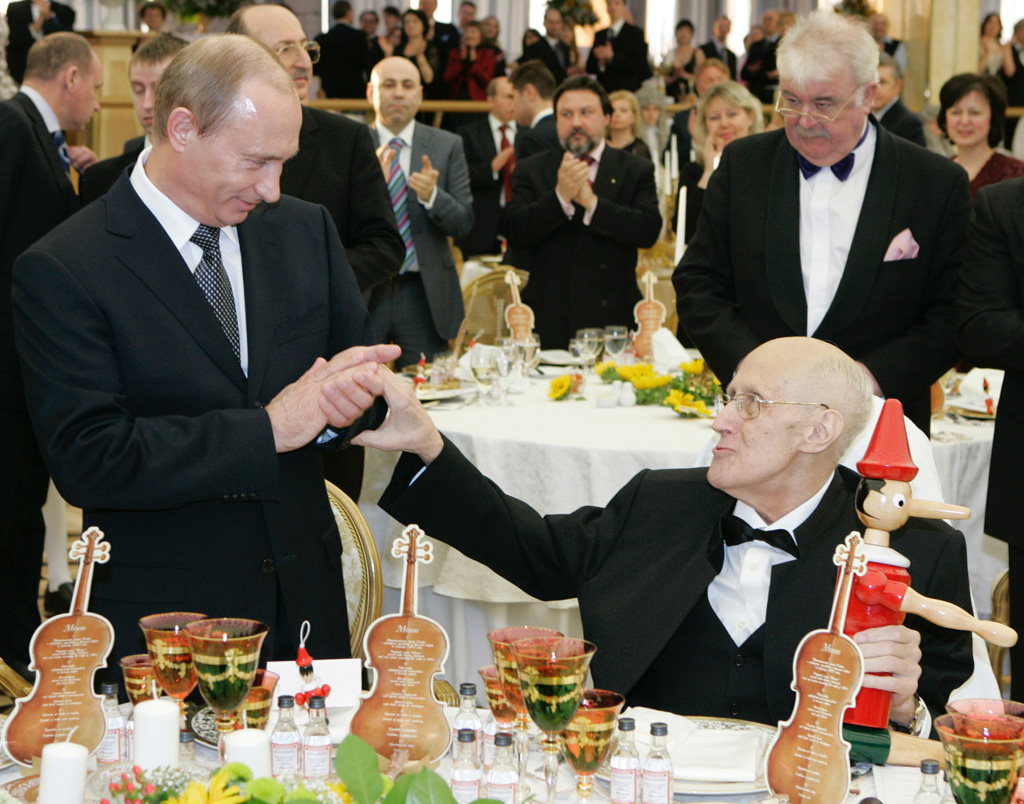
Wladimir Putin gratuliert Mstislaw Rostropowitsch auf einer Festveranstaltung in Moskau zum 80. Geburtstag des Künstlers am 27. März 2007

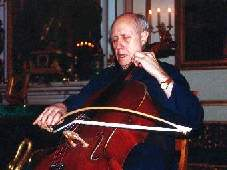
Mstislaw Rostropowitsch mit BACH.Bogen 1999

Bis ins hohe Alter dirigierte Rostropowitsch, etwa 80 Konzerte pro Jahr. Noch 2006 hatte er weltweit Auftritte, so in München, Paris, Washington und Moskau. In Wien trat Rostropowitsch am 20. Mai 2005 zum letzten Mal öffentlich als Cellist auf. Anlass war die Uraufführung eines von Krzysztof Penderecki für ihn komponierten Cellokonzerts. In einem Interview verriet er im April 2006, dass er seit diesem Tag seinen Cellokasten nicht mehr geöffnet habe. Im selben Interview darauf angesprochen, wie sein Verhältnis zum russischen Präsidenten Wladimir Putin sei, antwortete Rostropowitsch, er möge Putin, weil dieser wisse, wie man mit Russland umgehen müsse.
Einige Wochen vor Rostropowitschs Tod verlieh ihm Putin persönlich den „Orden für die Verdienste um das Vaterland“ erster Klasse, die höchste russische Auszeichnung. Am 27. April 2007 starb der Musiker im Alter von 80 Jahren. Wladimir Putin würdigte ihn mit den Worten: „Das ist ein enormer Verlust für die russische Kultur.“ Der Trauergottesdienst fand am 29. April 2007 in der Christ-Erlöser-Kathedrale in Moskau statt. Mstislaw Rostropowitsch wurde nach russisch-orthodoxem Ritus auf dem Friedhof des Neujungfrauenklosters beerdigt.
Die Trauer um ihn bestimmte auch das Cellofestival 2007 in Kronberg im Taunus. Rostropowitsch hatte die dortige Kronberg Academy mitgeprägt und ihr seine Stiftung zur Förderung junger Künstler angeschlossen. In seinem Todesjahr widmete ihm das Festival u. a. eine Ausstellung. Am 3. Oktober wurde im Park von Kronberg eine Büste Rostropowitschs enthüllt.

## Diskografie (Auswahl)

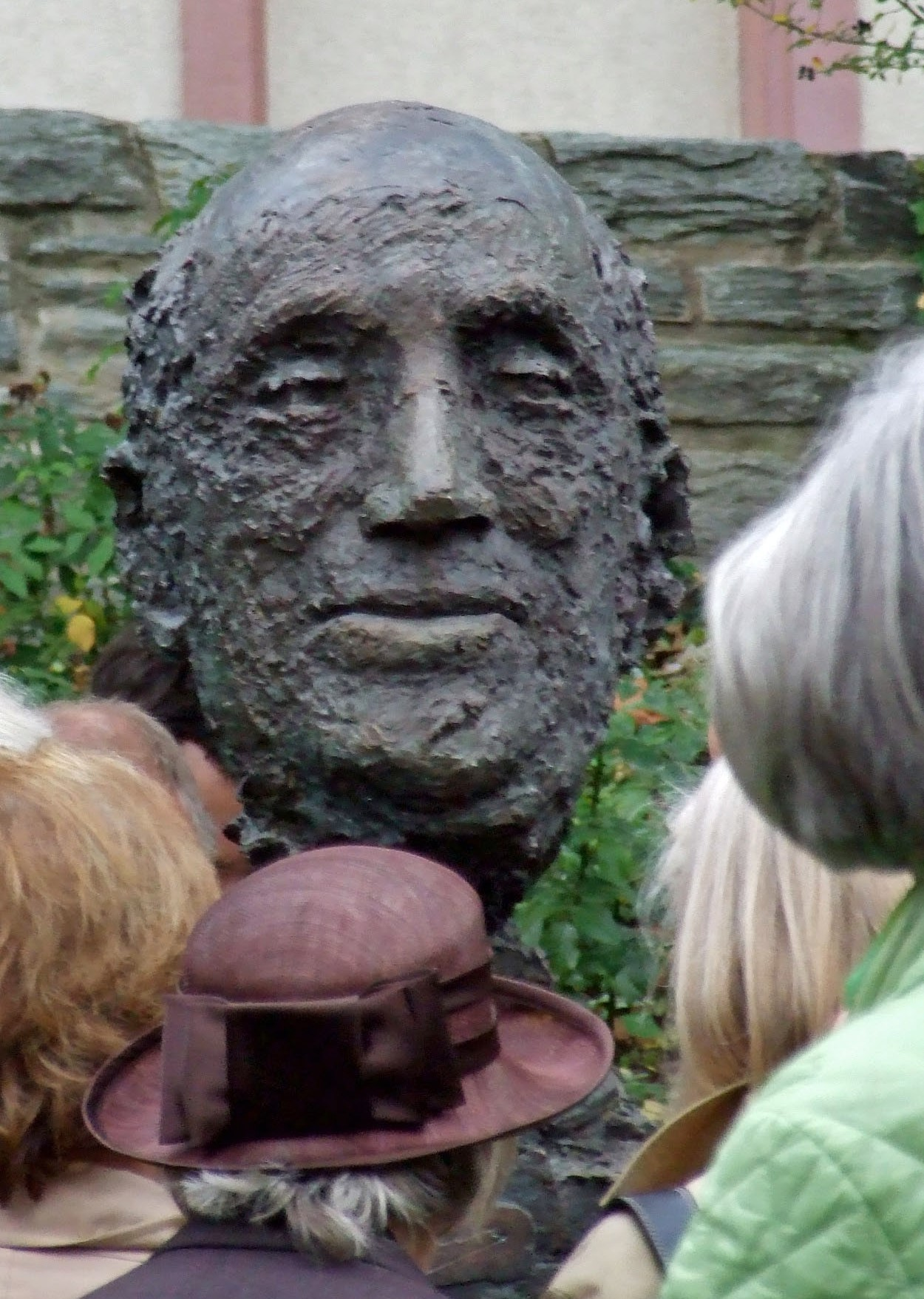
Denkmal in Kronberg

### Als Cellist
- Johann Sebastian Bach: Cellosuiten
- Ludwig van Beethoven: Tripelkonzert (mit David Oistrach und Swjatoslaw Richter unter Herbert von Karajan) und Cellosonaten (mit Swjatoslaw Richter)
- Luigi Boccherini: Cellokonzert Nr. 6 in D (mit Paul Sacher)
- Johannes Brahms: Doppelkonzert für Violine und Violoncello (mit David Oistrach unter George Szell) und Cellosonaten (mit Rudolf Serkin)
- Benjamin Britten: Cello Symphony (mit Benjamin Britten)
- Henri Dutilleux: Tout un monde lointain… (mit Serge Baudo – Uraufführung)
- Antonín Dvořák: Cellokonzert (mit Václav Talich; Boris Chaikin; Herbert von Karajan; Adrian Boult; Carlo Maria Giulini; Seiji Ozawa)
- Witold Lutosławski: Cellokonzert (mit Witold Lutosławski – Uraufführung)
- Sergei Prokofjew: Sinfonia Concertante (mit Malcolm Sargent)
- Dmitri Schostakowitsch: Cellokonzerte (mit David Oistrach)
- Richard Strauss: Don Quixote (mit Herbert von Karajan)
- Giuseppe Tartini: Cellokonzert in A (mit Paul Sacher)
- Peter Tschaikowski: Rokoko-Variationen (mit Herbert von Karajan; Seiji Ozawa)
- Antonio Vivaldi: Cellokonzert in C, RV 398 und Cellokonzert in G, RV 413 (mit Paul Sacher)

### Als Dirigent
- Sergei Prokofjew: Sämtliche Sinfonien, Krieg und Frieden und Klavierkonzert Nr. 3 mit Michail Pletnjow
- Giacomo Puccini: Tosca
- Sergei Rachmaninow: Klavierkonzert Nr. 3 mit Michail Pletnjow
- Nikolai Rimski-Korsakow: Scheherazade mit dem Orchestre de Paris
- Dmitri Schostakowitsch: Sämtliche Sinfonien, Lady Macbeth von Mzensk
- Peter Tschaikowski: Ballett-Suiten (Der Nussknacker, Dornröschen, Schwanensee) mit den Berliner Philharmonikern

### Als Cellist und Dirigent
- Joseph Haydn: Cellokonzerte (mit dem London Symphony Orchestra)

### Als Pianist
- Michail Glinka und Sergei Rachmaninow: Lieder (mit Galina Wischnewskaja)
- Dmitri Schostakowitsch: Satiren op. 109, und Sergei Prokofjew: Fünf Gedichte von Anna Achmatowa, op. 27 (mit Galina Wischnewskaja)

## Auszeichnungen (Auswahl)
- 1951 Stalinpreis
- 1964 Leninpreis[5]
- 1966 Volkskünstler der UdSSR

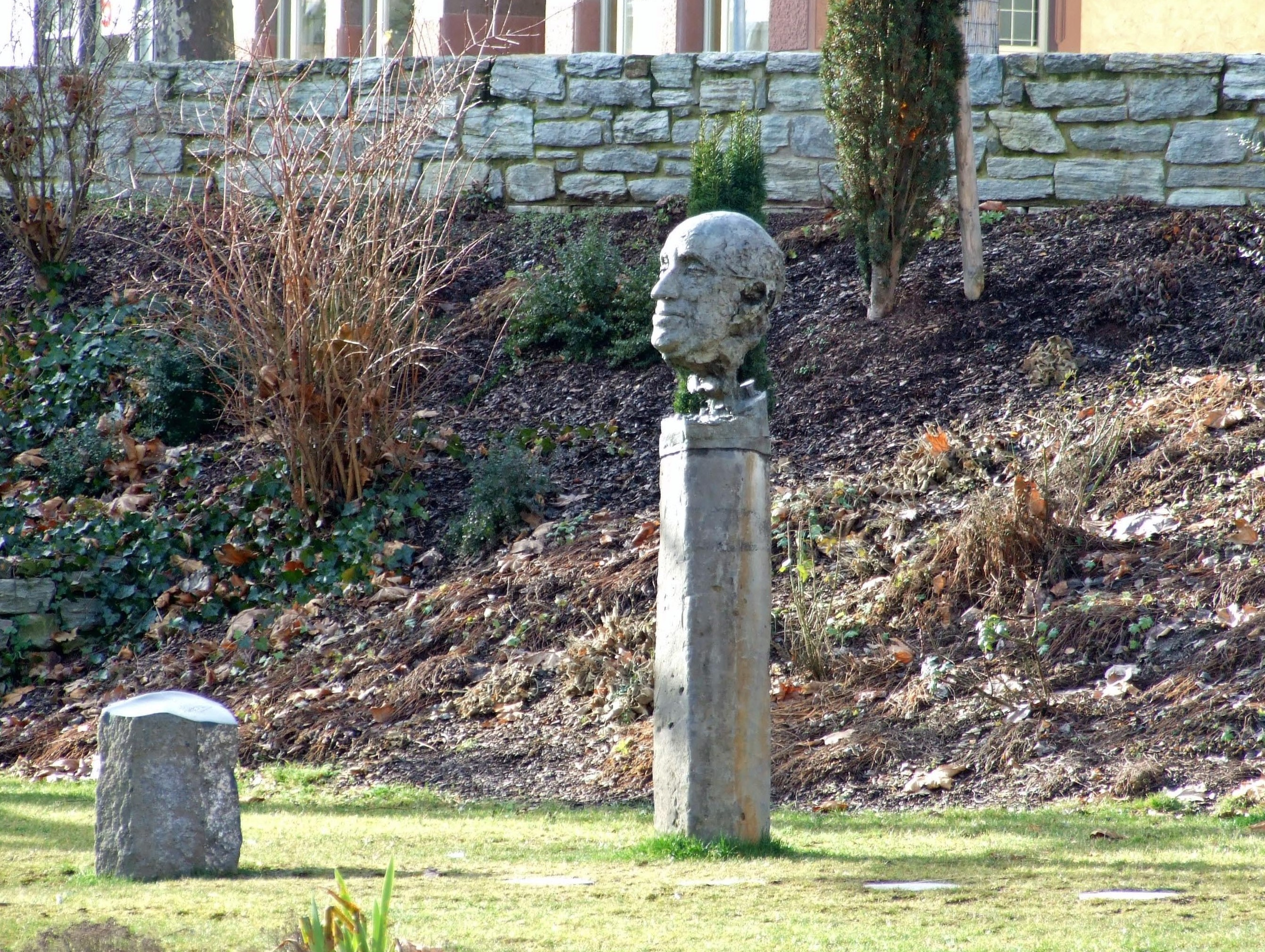
Denkmal in Kronberg im Taunus

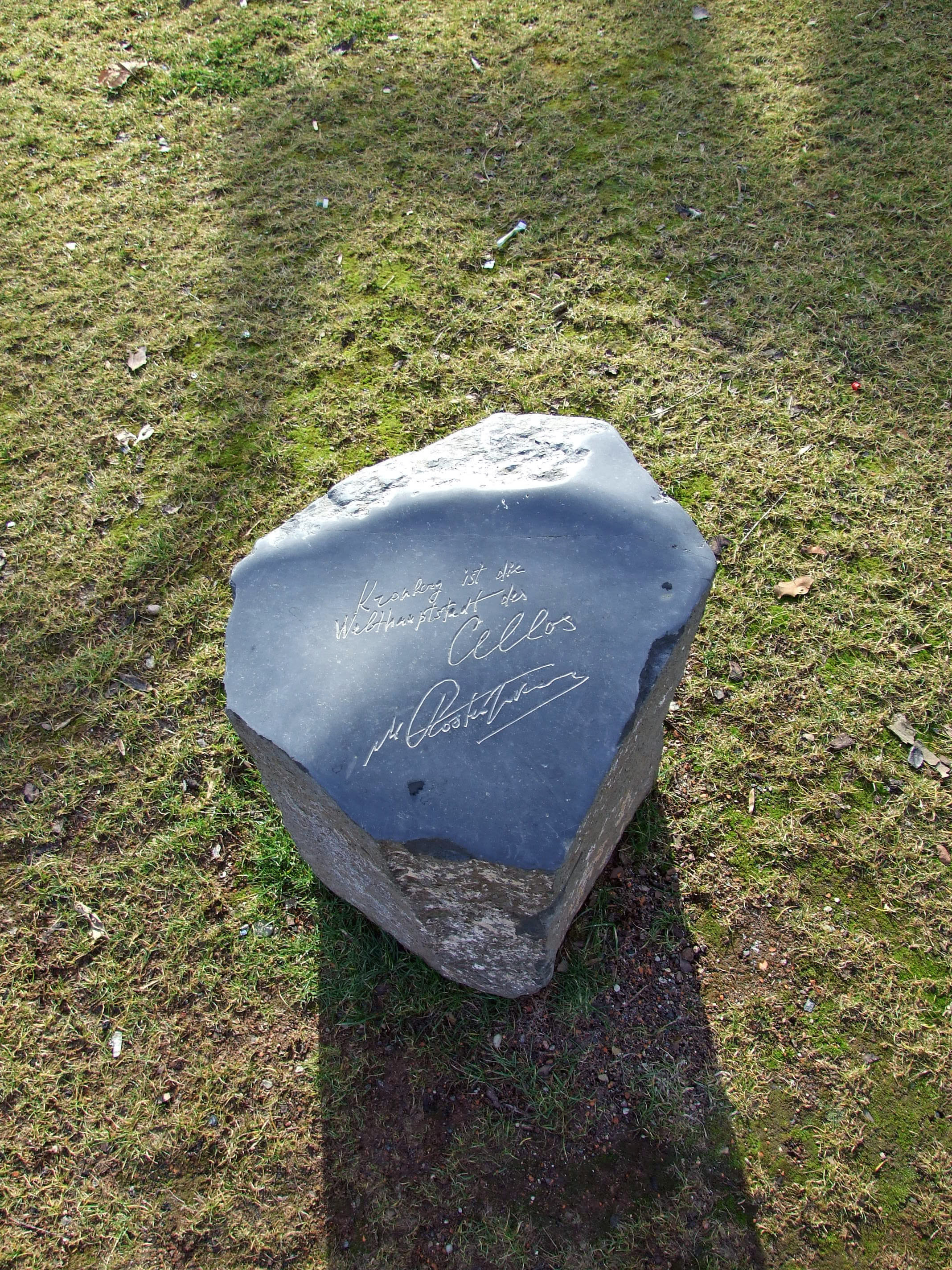
Detail

- 1971, 1978, 1981, 1984, 2004: Grammy-Awards
- 1974 der Asteroid (4918) Rostropovich wurde ihm zu Ehren benannt
- 1976: Ernst von Siemens Musikpreis
- 1981: Léonie-Sonning-Musikpreis
- 1987 Ritter des Order of the British Empire (KBE)
- 1989: Die selten verliehene „Goldene Medaille für Kunst und Wissenschaft“ vom Hausorden von Oranien
- 1992: Gedenkmedaille des 13. Januar[6]
- 1992: Four Freedoms Award, in der Kategorie Meinungsfreiheit
- 1992: Kennedy-Preis
- 1992:  Premi Internacional Catalunya
- 1993: Medaille „Verteidiger der Freiheit Russlands“
- 1993: Praemium Imperiale, Japan
- 1995: Staatspreis der Russischen Föderation
- 1995: Polar Music Prize
- 1997: Prinz-von-Asturien-Preis
- 2002: Ehrenmitgliedschaft der Gesellschaft der Musikfreunde in Wien
- 2002: Premios Konex der Klasse „Condecoración Konex“
- 2003: Komtur mit Stern des Verdienstordens der Republik Ungarn
- 2004: Sonderpreis der Deutschen-Phonoakademie
- 2007: Verdienstorden für das Vaterland I. Klasse (Russland)
- 2007: Mozart-Goldmedaille der UNESCO
- 2013 die Rue Mstislav Rostropovich in Paris (17. Arrondissement) wurde nach ihm benannt

## Ehrungen
- 2000: Ehrenbürger von Vilnius
- 2006: Ehrenbürger von Florenz[7]

## Mitgliedschaften
- Auswärtiges Mitglied der Académie des Beaux-Arts (1987)
- Ehrenmitglied Club of Budapest
- Ehrenmitglied bei der Gesellschaft der Musikfreunde in Wien
- Mitglied der Accademia Nazionale di Santa Cecilia in Rom
- Mitglied der Royal Academy of Music
- Mitglied der Königlichen Akademie Schweden
- Mitglied der Bayerischen Akademie der Schönen Künste
- Mitglied der American Academy of Arts and Sciences (1972)
- ca. 50 Ehrendoktorwürden

## Eponym
- (4918) Rostropovich

### Autobiografie
- Mstislaw & Galina Rostropowitsch: Die Musik und unser Leben. Aufgezeichnet von Claude Samuel. Aus dem Französischen von Annette Lallemand, Scherz, Bern 1985, ISBN 3-502-18641-3 (223 S., im Anhang 10 S. mit Diskographie der Rostropowitsch- und Wischnewskaja-Aufnahmen).

### Sekundärliteratur
- Hans Heinz Stuckenschmidt, Joachim Kaiser: Laudatio auf Mstislaw Leopoldowitsch Rostropowitsch / Laudatio auf Herbert von Karajan (= Reihe der Bayerischen Akademie der Schönen Künste. Nr. 22). Ernst von Siemens-Musikpreis, Callwey, München 1977 (37 S.).
- Ideologisch entartete Elemente. Streng geheime Akten und andere Dokumente über Täter und Opfer bei der Ausbürgerung von Galina Wischnewskaja und Mstislaw Rostropowitsch aus der UdSSR (1974–1978). Ernst Kuhn, Berlin 1995, ISBN 978-3-928864-25-1 (131 S.).
- Mstislaw Rostropowitsch (ZEIT Klassik-Edition). Metzler, Stuttgart 2007, ISBN 978-3-476-02219-6 (64 S., 20 schw.-w. Abb., mit 1 CD).
- Spiel mit der Nase, wenn’s nicht anders geht! Dem Jahrhundert-Cellisten Mstislaw Rostropowitsch zum 80. Geburtstag. In: Berliner Zeitung. 27. März 2007.
- Jeremy Eichler: Shostakovich, Prokofiev, Britten and Me. In: New York Times. 16. April 2006.